# Cúp bóng đá châu Phi 1970
Cúp bóng đá châu Phi 1970 là Cúp bóng đá châu Phi lần thứ bảy, được tổ chức tại Sudan. Số đội tham dự giải là 23, hơn giải trước đó 1 đội. Vòng chung kết của giải như giải lần thứ sáu gồm 8 đội chia làm 2 bảng, mỗi bảng 4 đội. Hai đội tuyển đứng đầu mỗi bảng vào đá bán kết, đội thắng ở bán kết vào đá chung kết, đội thua dự trận trận tranh giải ba. Chủ nhà Sudan lần thứ hai giành chức vô địch sau khi thắng Ghana 1-0 ở chung kết. Tuy thua nhưng Ghana đã lập thành tích 4 lần liên tiếp lọt vào chung kết ở Cúp bóng đá châu Phi, kỉ lục đến nay chưa bị phá. CHDC Congo trở thành đội đương kim vô địch đầu tiên bị loại ngay từ vòng bảng.

## Vòng loại
Vòng loại của giải gồm 21 đội tham gia, chọn lấy 6 đội cùng với đương kim vô địch Cộng hòa Dân chủ Congo và chủ nhà Sudan tham dự vòng chung kết. Vòng loại thi đấu theo thể thức loại trực tiếp. Ở vòng loại thứ nhất 18 đội chia làm 9 cặp đấu, 9 đội thắng vào vòng loại thứ hai. Vòng loại thứ hai có thêm 3 đội có thành tích cao ở giải trước (lọt vào bán kết) là Ghana, Côte d'Ivoire và Ethiopia, cùng 9 đội chia làm 6 cặp đấu, các đội thắng tham dự vòng chung kết.

### Các đội không vượt qua vòng loại

#### Vòng loại thứ nhất
| - Kenya - Mauritius - Maroc - Nigeria - Sierra Leone |  | - Somalia - Togo - Uganda - Thượng Volta |  |  |

#### Vòng loại thứ hai
| - Algérie - Mali - Niger |  | - Sénégal - Tanzania - Zambia |  |  |

## Địa điểm
| Khartoum              | KhartoumWad Madani Locations of the 1970 African Cup of Nations venues | Wad Madani              |
| Sân vận động Khartoum | KhartoumWad Madani Locations of the 1970 African Cup of Nations venues | Sân vận động Wad Madani |
| Sức chứa: 30.000      | KhartoumWad Madani Locations of the 1970 African Cup of Nations venues | Sức chứa: 15.000        |
|                       | KhartoumWad Madani Locations of the 1970 African Cup of Nations venues |                         |

## Vòng chung kết
Các trận đấu ở bảng A được tổ chức tại Khartoum, ở bảng B được tổ chức tại Wad Medani.

### Bảng A
| Đội tuyển   | Số trận | Thắng | Hòa | Thua | Bàn thắng | Bàn thua | Hiệu số | Điểm |
| ----------- | ------- | ----- | --- | ---- | --------- | -------- | ------- | ---- |
| Bờ Biển Ngà | 3       | 2     | 0   | 1    | 9         | 4        | +5      | 4    |
| Sudan       | 3       | 2     | 0   | 1    | 5         | 2        | +3      | 4    |
| Cameroon    | 3       | 2     | 0   | 1    | 7         | 6        | +1      | 4    |
| Ethiopia    | 3       | 0     | 0   | 3    | 3         | 12       | −9      | 0    |

| Cameroon                   | 3–2 | Bờ Biển Ngà    |
| -------------------------- | --- | -------------- |
| Koum 57', 66' · N'Doga 60' |     | Pokou 25', 45' |

| Sudan                                          | 3–0 | Ethiopia |
| ---------------------------------------------- | --- | -------- |
| Gagarin 43' · Hasabu El-Sagheer 47' · Jaxa 85' |     |          |

| Cameroon                                   | 3–2 | Ethiopia          |
| ------------------------------------------ | --- | ----------------- |
| Tsébo 21' · Manga-Onguéné 43' · N'Doga 70' |     | Mengistu 12', 75' |

| Bờ Biển Ngà | 1–0 | Sudan |
| ----------- | --- | ----- |
| Tahi 89'    |     |       |

| Bờ Biển Ngà                                 | 6–1 | Ethiopia     |
| ------------------------------------------- | --- | ------------ |
| Losseni 16' · Pokou 21', 60', 71', 80', 87' |     | Mengistu 33' |

| Sudan                            | 2–1 | Cameroon  |
| -------------------------------- | --- | --------- |
| Jaxa 20' · Hasabu El-Sagheer 60' |     | Tsébo 34' |

### Bảng B
| Đội tuyển           | Số trận | Thắng | Hòa | Thua | Bàn thắng | Bàn thua | Hiệu số | Điểm |
| ------------------- | ------- | ----- | --- | ---- | --------- | -------- | ------- | ---- |
| CH Ả Rập Thống nhất | 3       | 2     | 1   | 0    | 6         | 2        | +4      | 5    |
| Ghana               | 3       | 1     | 2   | 0    | 4         | 2        | +2      | 4    |
| Guinée              | 3       | 0     | 2   | 1    | 4         | 7        | −3      | 2    |
| Congo-Kinshasa      | 3       | 0     | 1   | 2    | 2         | 5        | −3      | 1    |

| Ghana          | 2–0 | Congo-Kinshasa |
| -------------- | --- | -------------- |
| Owusu 29', 32' |     |                |

| CH Ả Rập Thống nhất                                     | 4–1 | Guinée             |
| ------------------------------------------------------- | --- | ------------------ |
| Abo Greisha 5', 10' · El-Shazly 73' (ph.đ.) · Basry 66' |     | Edenté 25' (ph.đ.) |

| Congo-Kinshasa              | 2–2 | Guinée                             |
| --------------------------- | --- | ---------------------------------- |
| Kalonzo 70' · Mungamuni 72' |     | Petit Sory 5' · Edenté 55' (ph.đ.) |

| CH Ả Rập Thống nhất | 1–1 | Ghana      |
| ------------------- | --- | ---------- |
| Bazooka 70'         |     | Sunday 60' |

| Guinée   | 1–1 | Ghana     |
| -------- | --- | --------- |
| Tolo 10' |     | Owusu 50' |

| CH Ả Rập Thống nhất | 1–0 | Congo-Kinshasa |
| ------------------- | --- | -------------- |
| Abo Greisha 71'     |     |                |

### Vòng đấu loại trực tiếp
|  | Bán kết               | Bán kết |                       |   | Chung kết | Chung kết |
|  |                       |         |                       |   |           |           |
|  | 14 tháng 2 – Khartoum |         |                       |   |           |           |
|  |                       |         |                       |   |           |           |
|  | Bờ Biển Ngà           | 1       |                       |   |           |           |
|  | Bờ Biển Ngà           | 1       | 16 tháng 2 – Khartoum |   |           |           |
|  | Ghana (h.p.)          | 2       |                       |   |           |           |
|  | Ghana (h.p.)          | 2       | Ghana                 | 0 |           |           |
|  | 14 tháng 2 – Khartoum |         | Ghana                 | 0 |           |           |
|  |                       | Sudan   | 1                     |   |           |           |
|  | CH Ả Rập Thống nhất   | Sudan   | 1                     | 1 |           |           |
|  | CH Ả Rập Thống nhất   |         |                       | 1 |           |           |
|  | Sudan (h.p.)          | 2       |                       |   |           |           |
|  | Sudan (h.p.)          | 2       | Tranh hạng ba         |   |           |           |
|  |                       |         |                       |   |           |           |
|  | 16 tháng 2 – Khartoum |         |                       |   |           |           |
|  |                       |         |                       |   |           |           |
|  | Bờ Biển Ngà           | 1       |                       |   |           |           |
|  | Bờ Biển Ngà           | 1       |                       |   |           |           |
|  | CH Ả Rập Thống nhất   | 3       |                       |   |           |           |

#### Bán kết
| Bờ Biển Ngà | 1–2 (h.p.) | Ghana                   |
| ----------- | ---------- | ----------------------- |
| Losseni 78' |            | Sunday 21' · Jabir 100' |

| CH Ả Rập Thống nhất | 1–2 (h.p.) | Sudan              |
| ------------------- | ---------- | ------------------ |
| El-Shazly 84'       |            | El-Asyad 83', 102' |

#### Tranh giải ba
| CH Ả Rập Thống nhất    | 3–1 | Bờ Biển Ngà |
| ---------------------- | --- | ----------- |
| El-Shazly 3', 14', 50' |     | Pokou 72'   |

#### Chung kết
| Sudan                 | 1–0 | Ghana |
| --------------------- | --- | ----- |
| Hasabu El-Sagheer 12' |     |       |

| Vô địch Cúp bóng đá châu Phi 1970 Sudan Lần đầu |

## Danh sách cầu thủ ghi bàn
8 bàn
- Laurent Pokou

5 bàn
- Hassan El-Shazly

3 bàn
| - Mengistu Worku - Kwasi Owusu | - Hasabu El-Sagheer | - Ali Abo Greisha |

2 bàn
| - Emmanuel Koum - Gaston Paul N'Doga - Jean-Marie Tsébo | - ... Losseni - Ibrahim Sunday - Soriba Soumah | - Jaxa - Muhamad El-Basheer El-Asyad |

1 bàn
| - Jean Manga-Onguéné - François Tahi - Malik Jabir - Petit Sory | - Thiam Ousmane Tolo - Ali Gagarin - André Kalonzo | - Léon Mungamuni - Sayed Abdel Razek - Taha Basry |

## Đội hình toàn sao
Thủ môn
- Robert Mensah

Hậu vệ
- Samir Saleh
- John Eshun
- Amin Zaki
- Hany Moustafa

Tiền vệ
- Ernest Kallet Bialy
- Ibrahim Sunday
- ... Gnawri
- Camara Mamadou Maxim

Tiền đạo
- Laurent Pokou
- Ali Abo Greisha